# Campeonato Mundial de Esgrima de 1975
El XLI Campeonato Mundial de Esgrima se celebró en Budapest (Hungría) entre el 11 y el 21 de julio de 1975 bajo la organización de la Federación Internacional de Esgrima (FIE) y la Federación Húngara de Esgrima.

## Medallistas

### Masculino
| Evento              | Oro                                                                      | Plata                                                                    | Bronce                                                                                    |
| ------------------- | ------------------------------------------------------------------------ | ------------------------------------------------------------------------ | ----------------------------------------------------------------------------------------- |
| Florete individual  | Christian Noël Francia                                                   | Bernard Talvard Francia                                                  | Vladimir Denisov URSS                                                                     |
| Florete por equipos | Christian Noël Daniel Revenu Bernard Talvard Frédéric Pietruszka Francia | Vladimir Denisov Sabirzhan Ruziyev Serguei Isakov Alexandr Romankov URSS | Carlo Montano · Stefano Simoncelli · Nicola Granieri · Giovanni Battista Coletti · Italia |
| Espada individual   | Alexander Pusch RFA                                                      | Boris Lukomski URSS                                                      | István Osztrics · Hungría                                                                 |
| Espada por equipos  | Rolf Edling · Hans Jacobson · Carl von Essen · Göran Flodström · Suecia  | Elmar Beierstettel Hans-Jürgen Hehn Reinhold Behr Alexander Pusch RFA    | Csaba Fenyvesi · István Osztrics · Győző Kulcsár · Sándor Erdős · Hungría                 |
| Sable individual    | Vladimir Nazlymov URSS                                                   | Jacek Bierkowski · Polonia                                               | Péter Marót · Hungría                                                                     |
| Sable por equipos   | Vladimir Nazlymov Viktor Krovopuskov Viktor Sidiak Eduard Vinokurov URSS | Imre Gedővári · Pál Gerevich · Péter Marót · Tamás Kovács · Hungría      | Dan Irimiciuc Cornel Marin Ioan Pop Mihai Frunza Rumania                                  |

### Femenino
| Evento              | Oro                                                                   | Plata                                                                         | Bronce                                                                 |
| ------------------- | --------------------------------------------------------------------- | ----------------------------------------------------------------------------- | ---------------------------------------------------------------------- |
| Florete individual  | Ecaterina Stahl Rumania                                               | Olga Kniazeva URSS                                                            | Ildikó Bóbis · Hungría                                                 |
| Florete por equipos | Olga Kniazeva Valentina Sidorova Nailia Guiliazova Yelena Belova URSS | Ildikó Bóbis · Ildikó Schwarczenberger · Magda Maros · Ildikó Rejtő · Hungría | Ecaterina Stahl Suzana Ardeleanu Magdalena Bartoș Elena Pricop Rumania |

## Medallero
| Núm. | País    | Oro | Plata | Bronce | Total |
| ---- | ------- | --- | ----- | ------ | ----- |
| 1    | URSS    | 3   | 3     | 1      | 7     |
| 2    | Francia | 2   | 1     | 0      | 3     |
| 3    | RFA     | 1   | 1     | 0      | 2     |
| 4    | Rumania | 1   | 0     | 2      | 3     |
| 5    | Suecia  | 1   | 0     | 0      | 1     |
| 6    | Hungría | 0   | 2     | 4      | 6     |
| 7    | Polonia | 0   | 1     | 0      | 1     |
| 8    | Italia  | 0   | 0     | 1      | 1     |
|      | TOTAL   | 8   | 8     | 8      | 24    |